# Municipio de Oronoco
El municipio de Oronoco (en inglés: Oronoco Township) es un municipio ubicado en el condado de Olmsted en el estado estadounidense de Minnesota. En el año 2010 tenía una población de 2220 habitantes y una densidad poblacional de 26,84 personas por km².

## Geografía
El municipio de Oronoco se encuentra ubicado en las coordenadas 44°8′57″N 92°30′11″O / 44.14917, -92.50306. Según la Oficina del Censo de los Estados Unidos, el municipio tiene una superficie total de 82.71 km², de la cual 80,87 km² corresponden a tierra firme y (2,21 %) 1,83 km² es agua.

## Demografía
Según el censo de 2010, había 2220 personas residiendo en el municipio de Oronoco. La densidad de población era de 26,84 hab./km². De los 2220 habitantes, el municipio de Oronoco estaba compuesto por el 94,86 % blancos, el 0,36 % eran afroamericanos, el 0,23 % eran amerindios, el 1,44 % eran asiáticos, el 1,17 % eran de otras razas y el 1,94 % eran de una mezcla de razas. Del total de la población el 3,38 % eran hispanos o latinos de cualquier raza.